# Боутсуэйн, Джамилл
Джамилл Гейбриел Кристиан Боутсуэйн (англ. Jamille Gabriel Christian Boatswain; 30 сентября 1993, Пойнт-Фортин, Тринидад и Тобаго) — тринидадский футболист, нападающий клуба «Гондурас Прогресо» и сборной Тринидада и Тобаго.

## Клубная карьера
Воспитанник клуба «Пойнт-Фортин Сивик». В этой команде он начал свою профессиональную карьеру. В начале 2017 года форвард перебрался в другой тринидадский клуб «Дефенс Форс», за который он забил два гола. Летом того же года Боутсуэйн покинул страну и подписал контракт с коста-риканским «Алахуэленсе». Однако за него он провёл только шесть игр и отличился только один раз. Зимой 2018 года Боутсуэйн перебрался в «Гондурас Прогресо», за который выступал его соотечественник Джеррел Бритто.

## Карьера в сборной
За сборную Тринидада и Тобаго форвард дебютировал 10 марта 2017 года в товарищеском матче против Барбадоса. В дебютном матче за национальную команду Боутсуэйну удалось сделать дубль. Благодаря ему тринидадцы одержали победу в поединке со счётом 2:0.